# Heinkel He 59
Heinkel He 59 là một loại thủy phi cơ của Đức được thiết kế vào năm 1930, nó được sử dụng làm máy bay ném bom-ngư lôi và trinh sát.

## Quốc gia sử dụng
Phần Lan
- Không quân Phần Lan

 Germany
- Luftwaffe

 Tây Ban Nha
- Không quân Tây Ban Nha

## Biến thể
- He 59a:
- He 59b:
- He 59A:
- He 59B-1:
- He 59B-2:
- He 59B-3:
- He 59C-1:
- He 59C-2:
- He 59D-1:
- He 59E-1:
- He 59E-2:
- He 59N:

## Tính năng kỹ chiến thuật (He 59B-2)
Warplanes of the Third Reich

### Đặc điểm riêng
- Tổ lái: 4
- Chiều dài: 17,40 m (57 ft 1 in)
- Sải cánh: 23,70 m (77 ft 9 in)
- Chiều cao: 7,10 m (23 ft 3½ in)
- Diện tích cánh: 153,2 m² (1.649 ft²)
- Trọng lượng rỗng: 5.010 kg (11.023 lb)
- Trọng lượng có tải: 9.119 kg (20.062 lb)
- Động cơ: 2 × BMW VI 6.0 ZU, 492 kW (660 hp) mỗi chiếc

### Hiệu suất bay
- Vận tốc cực đại: 221 km/h (119 knot, 137 mph)
- Vận tốc hành trình: 185 km/h (100 knot, 115 mph)
- Tầm bay: 942 km (509 nmi, 585 mi)
- Trần bay: 3.500 m (11.480 ft)

### Vũ khí
- Súng: 3 × súng máy MG 15 7,92 mm (.312 in)
- Bom: 2 quả 500 kg (1.100 lb) hoặc 4 quả 250 kg (551 lb) hoặc 20 quả 50 kg (110 lb) hoặc 1 quả ngư lôi 800 kg (1.764 lb)